# Graceland (album)
| Recensione    | Giudizio       |
| ------------- | -------------- |
| AllMusic      | [ 1 ]          |
| Rolling Stone | [ 12 ]         |
| Ondarock      | Pietra miliare |

Graceland è il sesto album in studio da solista del cantautore statunitense Paul Simon, pubblicato il 25 agosto 1986 dalla Warner Bros.
L'album è stato inserito al 46º posto nella lista dei 500 migliori album di tutti i tempi stilata da Rolling Stone, mentre la traccia omonima al 485º posto in quella dei 500 migliori brani musicali.
Nel 2007 il disco è stato inserito nella National Recording Registry dalla Biblioteca del Congresso degli Stati Uniti d'America in quanto «culturalmente, storicamente, ed esteticamente significativo».

## Il disco
Nei primi anni ottanta la carriera di Simon si trovava in un punto fermo. A seguito di una reunion di grande successo, ma conflittuale con l'ex partner Art Garfunkel, si concluse il matrimonio del cantante con l'attrice Carrie Fisher e il suo ultimo album, Hearts and Bones (1983) ottenne scarsi riscontri commerciali. Nel 1984, dopo un periodo di depressione, Simon rimase affascinato da una musicassetta contenente musica sudafricana. Pochi mesi dopo il cantante decise di recarsi a Johannesburg, dove trascorse due settimane a registrare con musicisti sudafricani.
Registrato tra il 1985 e il 1986, Graceland presenta un mix eclettico di stili musicali, tra cui pop, rock, zydeco, musica africana e parti a cappella. Simon creò le nuove composizioni ispirato dal viaggio fatto a Johannesburg, collaborando con artisti sia africani che americani. L'autore ricevette diverse accuse dall'associazione Artists United Against Apartheid per aver apparentemente rotto il boicottaggio culturale imposto dal resto del mondo contro il Sudafrica e la sua politica di apartheid.
Nonostante la controversia, Graceland ha ottenuto enorme successo commerciale, segnalandosi come il lavoro più venduto nella carriera di Simon. Il disco fu recensito in maniera positiva dalla critica specializzata, e premiato con il Grammy Award all'album dell'anno nel 1987. In totale ha venduto oltre 16 milioni di copie nel mondo.

## Tracce
Testi e musiche di Paul Simon, eccetto dove indicato.
1. The Boy in the Bubble – 3:59 (Forere Motloheloa, Paul Simon)
2. Graceland – 4:51
3. I Know What I Know – 3:13 (General MD Shirinda, Paul Simon)
4. Gumboots – 2:44 (Lulu Masilela, Jonhjon Mkhalali, Paul Simon)
5. Diamonds on the Soles of Her Shoes – 5:51 (Joseph Shabalala, Paul Simon)
6. You Can Call Me Al – 4:40
7. Under African Skies – 3:37
8. Homeless – 3:48 (Joseph Shabalala, Paul Simon)
9. Crazy Love, Vol. II – 4:19
10. That Was Your Mother – 2:52
11. All Around the World or the Myth of Fingerprints – 3:18

Durata totale: 43:12

## Formazione
- Paul Simon - voce, cori, chitarra acustica, sintetizzatore, basso
- Sherman Robertson - chitarra
- Rockin' Dopsie - fisarmonica
- Steve Gadd - batteria
- David Hidalgo - chitarra, cori, fisarmonica
- Rob Mounsey - sintetizzatore
- Assane Thiam - percussioni
- Vusi Kumalo - batteria
- Demola Adepoju - chitarra, pedal steel guitar
- Alphonso Johnson - basso
- Babacar Faye - percussioni
- Ray Phiri - chitarra
- Petrus Manile - batteria
- Conrad Lozano - basso
- Johnson Mkhalali - fisarmonica
- Ralph MacDonald - percussioni
- Lloyd Lelose - basso
- Louie Perez - batteria
- Cesar Rosas - chitarra, cori
- John Mahoney - sintetizzatore, programmazione
- Makhaya Malhangu - percussioni
- Forere Motloheloa - fisarmonica
- Alton Rubin Jr. - batteria
- Adrian Belew - guitar synth
- Bakithi Kumalo - basso
- Isaac Mtshali - batteria
- Daniel Xilakazi - chitarra
- Youssou N'Dour - percussioni
- Lulu Masilela - tamburello basco
- Alan Rubin - tromba
- Lew Soloff - tromba
- Randy Brecker - tromba
- Earl Gardner - tromba
- Jon Faddis - tromba
- Wayne Bergeron - trombone
- Kim Allan Cissel - trombone
- Johhny Hoyt - sax
- Steve Berlin - sax
- Barney Rachabane - sax
- Mike Makhalemele - sax
- Teaspoon Ndlela - sax
- Alex Foster - sax alto
- Lenny Pickett - sassofono tenore
- Morris Goldberg - fischio, sassofono soprano
- Diane Garisto, Michelle Cobbs - cori

## Crediti
Jeffrey Kent Ayeroff, Jeri McManus: direzione artistica
Kim Champagne: design
Roy Halee: ingegnere
Paul Simon: produttore
Greg Calbi: mastering originario

## Classifiche

### Classifiche settimanali
| Classifica (1986/87) | Posizione massima |
| -------------------- | ----------------- |
| Australia            | 1                 |
| Austria              | 3                 |
| Canada               | 1                 |
| Francia              | 1                 |
| Germania             | 2                 |
| Italia               | 4                 |
| Norvegia             | 6                 |
| Nuova Zelanda        | 1                 |
| Paesi Bassi          | 1                 |
| Regno Unito          | 1                 |
| Stati Uniti          | 3                 |
| Svezia               | 4                 |
| Svizzera             | 1                 |

### Classifiche di fine decennio
| Classifica (1980-89) | Posizione |
| -------------------- | --------- |
| Australia            | 11        |

### Classifiche di fine anno
| Classifica (1986) | Posizione |
| ----------------- | --------- |
| Australia         | 22        |
| Canada            | 21        |
| Nuova Zelanda     | 20        |
| Paesi Bassi       | 14        |
| Regno Unito       | 4         |
| Classifica (1987) | Posizione |
| Australia         | 4         |
| Austria           | 12        |
| Canada            | 4         |
| Francia           | 19        |
| Germania          | 5         |
| Italia            | 15        |
| Nuova Zelanda     | 2         |
| Paesi Bassi       | 2         |
| Regno Unito       | 14        |
| Stati Uniti       | 2         |
| Svizzera          | 3         |